# OK电脑
《OK電腦》（英語：OK Computer）是英国摇滚乐团电台司令1997年发行的第三张录音室专辑。当时这张专辑在英国音乐榜上名列第一，并且是他们在美国销量最好的一张专辑。《OK Computer》增强了乐队在海外的影响力，是电台司令最后一张在英国本土之外延迟发售的专辑。截至2007年，这张专辑在英国的銷量達三白金，在美国则是二白金，并且已经销售了超过840万份拷贝。《OK Computer》收錄了单曲「Paranoid Android」、和。
这张专辑在牛津郡和巴斯乡间与奈杰尔·古德里奇一起创作。此人又参加了以后所有电台司令的专辑的创作。尽管《OK Computer》主要是用吉他演奏，但他们在这张专辑中尝试了更多的乐器，从很多当时著名的英伦摇滚与另类摇滚乐团中汲取了精华，並为以后他们风格的转变、实验性的增强埋下了伏笔。歌词均由湯姆·約克创作，而专辑封面是由湯姆与画家史丹利·唐伍德所创作。这封面所隐喻的是一些社会问题，尽管乐團否认他们是在做一张概念专辑。
《OK Computer》得到公众及评论家很高的评价。这张专辑被认为是电台司令最经典、最具有标志性的作品。1998年，本專輯入圍葛萊美年度最佳专辑奖，并且获得了葛萊美最佳另类音乐奖。

## 背景
电台司令的上一张专辑，1995年的《The Bends》销量很好。所以他们的签约厂牌百代唱片允许他们以自己的意愿来录这张唱片。百代唱片同意他们与当时还不是很有名的制作人Nigel Godrich一起创作这张唱片。他还曾经是专辑《The Bends》的制作人約翰·萊基（John Leckie）的助手。他还制作了几首乐队没有公开发行的音乐,乐队开始厌烦传统录音室的那种「过气」的，不私密的状态。贝斯手科林·格林伍德（Colin Greenwood）说：「我们做这张专辑的唯一概念就是想在远离城市的喧嚣的状态下自己来录制这张专辑。」
电台司令认为他们的这张专辑并不会像上一张专辑会比The Bends更受欢迎；吉他与多种乐器的演奏者强尼·格林伍德（Jonny Greenwood）说：「我们在制作第二张专辑的时候只做自己想做的，我们忽视了所有的建议......做出了一张吸引特定人群的专辑，所以我们觉得我们应该再这样做一次。」乐队同样想摆脱他们在The Bends中的音乐与歌词的风格；鼓手菲尔·塞尔韦（Phil Selway）说：「The Bends 是一张极自我反省的专辑......我们在自己的灵魂中掠取了太多东西了。再做一遍那样的东西，或者再做一张那样的专辑对我们来说会很折磨的。」

## 录音
在1996年早期，他们在牛津郡Didcot的一个叫做「Canned Applause」的被改装过的小屋中开始这张专辑的录制。这是他们第一次试着在传统录音环境之外录音。強尼·格林伍德說：「我們買了價值十四萬美元的錄音室器材來錄製這張專輯。我們把這個行動錄音室之類的東西移動到我們能去的地方，以捕捉那些環境的氣氛。專輯有35%是在我們的排練場地錄製的。你得就近小便，因為那裡沒有廁所和自來水。那裡是鄉間，你得開車進城才能找到東西吃。」專輯收錄了在Canned Applause錄製的四首歌：「Subterranean Homesick Alien」、「Electioneering」、「No Surprises」和「The Tourist」。
1996年7月底與8月，他們短暫地中止了錄音，轉而進行巡迴演出，接連參加幾場歐洲的音樂節並發表Airbag等新曲。接著，在擔任艾拉妮絲·莫莉塞特北美大型場次的演唱會開場時，他們表演了「Paranoid Android」、「Let Down」、「Climbing Up the Walls」與「Karma Police」等歌曲的早期版本。據聞，「Paranoid Android」在1996年夏天從一首有管風琴長獨奏的十四分鐘歌曲，演變為較接近專輯裡聽到的版本。約克說：「我想這是［因為］我們站在棚子（「室內圓形劇場」的工業用語）裡的一萬人面前，他們對我們［演奏］的東西實在沒什麼興趣，迫使我們非常、非常迅速地對那些歌做很多修整......在巨大而呆板的水泥建築裡演奏時，有些東西對歌曲是很重要的。因為很多歌需要聽起來又大又混亂，像是拍打著牆壁一樣。」
九月，電台司令繼續與古德里奇進行錄音。他們移往聖凱撒琳宅邸（St Catherine's Court），那是一座位於巴斯附近的歷史建築，當時為演員珍·茜摩爾所擁有；在那裡，《OK Computer》在沒有唱片公司壓力的情況下錄製完成。然而，除了唱片公司以外，還有另一種期限。在聖凱撒琳宅邸完成的第一批歌曲之一「Exit Music (For a Film)」是導演巴茲魯曼為他同年年底上映的改編電影《羅密歐＋茱麗葉》（Romeo + Juliet）委託製作的。強尼·格林伍德說：「〔和以前的專輯相比〕氣氛上主要的不同處在於......錄音室的經驗。我們年紀都相近，二十幾快三十，又在不知名的地方做唱片。那裡也沒有既存的專家。那不是個真正的錄音室，而我們又讓我們的朋友〔Stanley Donwood〕在錄音室裡同時製作封面。我們處在人生裡的同一個階段，而所有人都為了一件事合作，還蠻令人興奮的。」
他們充分運用了整棟房子裡各種不同的房間和氣氛，與外界的隔絕則使得時間的步調不同，讓工作時間更有彈性且具自發性。吉他手埃德·奧布賴恩在評論錄音過程時，說他感覺：「最大的壓力是實際完成它。沒有人給我們任何期限，而且我們有完全的自由去做想做的事。我們之所以拖延是因為有點害怕真的把東西完成。」然而，他們決定在夏天之前要發行一張新唱片，因而唱片於1997年1月錄製完成，並於同年3月在艾比路錄音室完成混音。

## 單曲與發行
根據塞爾韋的說法：「我們第一次把專輯送到Capitol的時候，他們的第一個反應大概是『商業上的自殺』。他們並不怎麼喜歡它。那時候，我們就感覺害怕了。這專輯會得到怎樣的評價？」強尼·格林伍德說：「聽到專輯之前，他們就預估要賣多少張《OK Computer》。然後他們聽到了專輯，就把預估值砍到剩下一半或四分之一，我想。」
雖然他們的唱片廠牌「沒在《OK Computer》裡聽到任何稍微像是單曲的歌，更別說是『Creep』那種歌」，樂團還是選擇了六分半的「Paranoid Android」作為先行單曲。這首歌在英國排行第三，是電台司令當時名次最高的單曲，但是，由於歌曲的長度，以及缺少電台播放用的較短版本，這首歌在其他國家的電台並不常播放。接下來的單曲「Karma Police」和「No Surprises」的排名不如第一支單曲高，但在英國都打進前十名，「Karma Police」也在美國的另類與現代搖滾電台成為熱門歌曲。這支單曲是電台司令繼「Creep」之後又一首在美國成功的作品。
電台司令也把專輯的成功歸功於唱片公司的大力行銷。Parlophone為專輯做了不尋常的廣告，包括英國高知名度報紙的全版廣告和地鐵廣告。廣告內容是白底黑色大字的「Fitter Happier」歌詞。在美國，Capitol唱片總裁蓋瑞·格希（Gary Gersh）被問到專輯發行後的宣傳活動時說：「在他們成為全世界最偉大的樂團之前，我們都不會放棄。」
埃德·奧布賴恩說：「當我們窩在錄音室做《OK Computer》的時候，我們非常引以為榮。但錄音過程進行越久，我們就變得越不確定——再怎麼說，人很難保持客觀。帶子送到全世界的唱片公司員工那邊的時候，行銷人員對於專輯的銷售並非完全樂觀，英國除外，那裡的人一致認為它很棒。所以我們有點緊張，因為我們想要讓大家聽到我們的音樂。這張專輯的成功讓人上了一課。它突顯了電台和唱片公司低估大眾所能聆聽的音樂這件事實。這並不是超乎人們理解能力的東西。我們也是人，而且我們在做這種音樂；其他人也會了解的。」

## 音樂風格

### 聲音風格與所受影響
關於《OK Computer》，約克說「我們腦子裡有一種必須錄在帶子上的聲音......一種你第一次聽的時候或許有點嚇人的氣氛，但也只到（沙灘男孩的）《寵物之聲》的程度......還有像是潘德瑞茨基的作曲家，帶點獨特的氛圍，無調性的怪東西。我們完全沒聽任何流行音樂，但不是因為我們討厭流行音樂——是因為我們以前做的是流行音樂......邁爾士·戴維斯的《即興精釀》（Bitches Brew）是讓我們覺得東西聽起來應該怎樣的起點；它的聲音極度濃密又嚇人。那就是我試圖得到的〔聲音〕——那就是我腦子裡的聲音。除此之外，我只會在一張〔恩尼奧〕莫里科內的唱片上聽到那個聲音。我從來沒在流行音樂裡聽見它......並不是我們自負傲慢什麼的，只是好像『這樣就是說出我們真正想說的』一樣。」
在這段時間，電台司令受到作曲家莫里科內和潘德瑞茨基很大的影響，此外還受到DJ Shadow的影響。這張專輯的製作風格類似菲爾·斯派克特（Phil Spector）的音牆技術，因而表現出和他們以前的專輯完全不同的音樂質地，以及他們從出道單曲「Creep」以來在風格上的成熟。報刊評論把《OK Computer》和平克·佛洛伊德1973年的專輯《月之暗面》做了許多比較。強尼·格林伍德稱讚了平克·佛洛伊德的專輯《Meddle》，但也批評他們之後的專輯和前衛搖滾這一派，說自己和他們音樂上的相似處並不是刻意造成的。

### 歌詞風格
由於音樂方向的轉變，電台司令也在歌詞裡表現出更多偏執，像是「Fitter Happier」這首歌，約克說它是1990年代廣告標語的「清單」。這首歌由蘋果電腦Power Mac裡的語音合成軟體「MacinTalk Pro」的預設語音「演唱」。約克寫歌詞時本來打算自己演唱，但他說當他嘗試讓電腦「念」那些歌詞時，很奇怪地，產生的效果更富有情緒。
約克如此描述他的歌詞從1995年較為私人的《The Bends》以來的轉變：「在這張專輯裡，外在世界成為一切......我只是在為我周圍移動得太快的東西拍照。」他舉出，「Electioneering」主要的靈感來源是諾姆·喬姆斯基的作品，「Exit Music (For a Film)」的靈感來自莎士比亞，而「Paranoid Android」則來自披頭四的歌曲「Happiness is a Warm Gun」和道格拉斯·亞當斯的著作《銀河便車指南》。雖然「Paranoid Android」的三段式音樂架構被拿來和皇后的「波希米亞狂想曲」比較，但強尼·格林伍德說：「它其實沒有複雜到可以成為『波希米亞狂想曲』。」
電台司令堅稱，雖然專輯裡的歌曲有共同的主題——速度、科技、經濟全球化和英國的現代生活——但他們沒打算架構任何清晰的「故事」，也不認為《OK Computer》是一張「概念專輯」。約克也否認《OK Computer》是一張完全私人的專輯，他說專輯裡的每首歌都是從不同人的觀點拍下的「快照」，因此還驅使他在每首歌裡都改變歌唱風格。然而，他們認為這張專輯要整張聽完。奧布賴恩說：「我們花了兩個禮拜排專輯曲目的順序。每首歌前後的曲目真的很重要......這不是一張概念專輯，但有連貫性。」

### 概念
《OK Computer》經常被認為是在描繪反烏托邦，而它的插圖則與喬治·歐威爾的小說有關，特別是《一九八四》。電台司令在音樂生涯中曾數度引用歐威爾的作品。然而，約克說：「《OK Computer》裡的音樂有很多是非常令人振奮的。只有當你閱讀歌詞的時候才會產生不同的想法。」專輯裡值得注意的一點是它似乎有個循環的故事。在開場曲「Airbag」裡，有個人從可怕的車禍中生還，而最後一首歌「The Tourist」則寫著「他們問我到底要去哪裡／用每秒一千呎的速度」，並且以「嘿，老兄，慢一點」的合唱結束。不過，他們說這並不是刻意的設計，但他們完成曲序編排之後有注意到這一點。
約克解釋了專輯名稱的意思：「我們最近去日本宣傳，最後一天的時候，我們在一間唱片行裡，有個年輕人用盡全力大喊『OK Computer！』，真的、真的喊得很大聲。然後他讓五百個人同時反覆呼喊......我錄下來了。聽起來很驚人。這讓我想到可口可樂在1970年代搞的驚人廣告『我要教全世界歌唱』（I'd Like to Teach the World to Sing）......那種每個種族、每個國家都在喝這種汽水的想法......那其實是一句屈從、恐懼的話......」電台司令說過，「OK Computer」本來是為專輯錄製的一首歌的標題，這首歌沒有收錄在專輯裡，但之後改名「Palo Alto」並收錄為《Airbag/How Am I Driving》EP的B面曲。

### 封面
專輯的封面設計是Stanley Donwood製作的影像與文字拼貼，他也和約克共同設計了幾張電台司令的唱片封面。封面有一部分是電腦製作的拼貼，由約克設計；其他則是Donwood的手繪作品。有些文字是隱藏的，包括幾個世界語的片語。約克解釋了封面的主題，說道：「有人被推銷而買了並非真正想要的東西，而有人表現友善是因為他們試圖賣出產品。那就是它對我的意義。這很令人難過，同時也很古怪。所有封面之類的東西......我們選擇在［完成專輯］之後才進行......那都是我在歌曲裡沒說的事情。」

## 評價
OK Computer是1990年代最廣受讚譽的專輯之一，曾出現在許多評論家的推薦唱片清單和聽眾票選名單中。舉例如下：
- 1997年入圍水星音樂獎。
- 2001年，《Q》雜誌選出過去十五年的五十大流行音樂專輯，將本專輯列為第一名。[22]
- 2003年，獲選為《NME》雜誌的史上第十六大專輯。
- 2003年，在《Pitchfork Media》雜誌的1990年代百大專輯名單上，本專輯為第一名。[23]
- 2003年，獲選為滾石雜誌五百大專輯第162名。
- 2005年，《Spin》雜誌將之選為過去二十年間的第一名專輯。[24]
- 2006年，獲選為《時代》雜誌百大專輯之一。[25]

雖然自從發行至今，樂評幾乎一致肯定本專輯，但仍有一些批評。Robert Christgau給《OK Computer》的評級為B-，但他說這張專輯缺乏「靈魂」而「枯燥」，而且比不上Pink Floyd。Andy Gill在《獨立報》裡的評論大致上是正面的，但他也寫道：「雖然很有野心，但《OK computer》終究不如《The Bends》般令人印象深刻，這兩張專輯有類似的情感糾葛，但後者旋律較佳。恣意表現出意志消沉的專輯很容易讓人留下印象，但終究不易受到喜愛。」

## 影響
由於《OK Computer》發行時正值Britpop式微，以及政治上的徹底改變，評論家認為專輯的主題包含英國大眾的意見，這也就解釋了專輯在英國受到的熱烈迴響。約克說他的歌詞是受到一本關於保守黨政府1997年下台前二十年執政的書影響，也受到集約畜牧和全球化的影響。然而，約克接受訪問時表示，對於一切會不會在布萊爾的「新工黨」政府執政下有所改變，他不抱什麼希望。也因為時間接近2000年，有很多人覺得專輯的調性帶有千禧年主義。
有些評論家認為《OK Computer》扼殺了1990年代的Britpop，因為專輯發行後的幾年，英國吉他流行樂的主流風格變得比較緩慢而憂鬱。很多比較新的音樂運動也使用類似的複雜而氣氛獨特的編曲。崔維斯樂團與電台司令的製作人奈傑爾·古德里奇合作，創造出《The Man Who》專輯裡慵懶的流行樂質地，這張專輯也成為英國1999年最暢銷的專輯。其他評論家則認為電台司令使前衛搖滾和有野心的概念專輯在主流市場中復活，雖然電台司令否認他們屬於前衛搖滾一派。事實上，電台司令成員說，他們之所以在下一張專輯《Kid A》中打破《OK Computer》的風格，原因之一是樂壇充滿「聽起來像我們的樂團」。
幾個之後受到歡迎的樂團，包括酷玩樂團、繆斯樂團、街趴樂團和電視電台樂團都曾表示他們的音樂形式受到《OK Computer》影響。有些電子、爵士與古典音樂家也把這張專輯列為影響之一。這張專輯的歌曲也被其他歌手廣泛翻唱，還發行過整張《OK Computer》都變成不同風格的翻唱專輯，像是2006年雷鬼與Dub風格的《Radiodread》，或是Stereogum網站於2007年發行的地下搖滾致敬專輯《OKX》。

## 曲目
所有歌曲均由汤姆·约克、强尼·格林伍德、埃德·奥布赖恩、科林·格林伍德與菲尔·塞尔韦創作。
1. Airbag – 4:44
2. Paranoid Android – 6:23
3. Subterranean Homesick Alien – 4:27
4. Exit Music (For a Film) – 4:24
5. Let Down – 4:59
6. Karma Police – 4:22
7. Fitter Happier – 1:57
8. Electioneering – 3:51
9. Climbing Up the Walls – 4:45
10. No Surprises – 3:49
11. Lucky – 4:20
12. The Tourist – 5:25

## 發行記錄
| 國家   | 日期          | 廠牌            | 形式 | 編號       |
| ------ | ------------- | --------------- | ---- | ---------- |
| 日本   | 1997年5月21日 | Toshiba-EMI     | CD   | TOCP-50201 |
| 英國   | 1997年6月16日 | Parlophone      | LP×2 | NODATA02   |
| 英國   | 1997年6月16日 | Parlophone      | 卡帶 |            |
| 英國   | 1997年6月16日 | Parlophone      | CD   | CDNODATA02 |
| 加拿大 | 1997年6月17日 | Parlophone      | CD   | 55229      |
| 美國   | 1997年7月1日  | Capitol Records | CD   | 55229      |

## 延伸閱讀
- Tim Footman. Welcome to the Machine: OK Computer and the Death of the Classic Album (Chrome Dreams, 2007).
- Dai Griffiths. OK Computer (33 1/3 Series, Continuum International Publishing Group, 2004).

## 外部連結
- The album, song by song（页面存档备份，存于）－1997年的訪談
- OK Computer and 1984 Comparison Thesis（現已停止運作的歌迷網站存檔）